# Schliffhülse
Die Schliffhülse, auch Griffbund-Hülse, ist ein Zubehörteil in der chemischen Labortechnik, das eine gas- und flüssigkeitsdichte Verbindung zweier Glasgeräte mit Normschliff ermöglicht. Durch sie kann auf die übliche Verwendung von Schlifffett verzichtet werden, was das Auftreten von Fettrückständen verhindert.

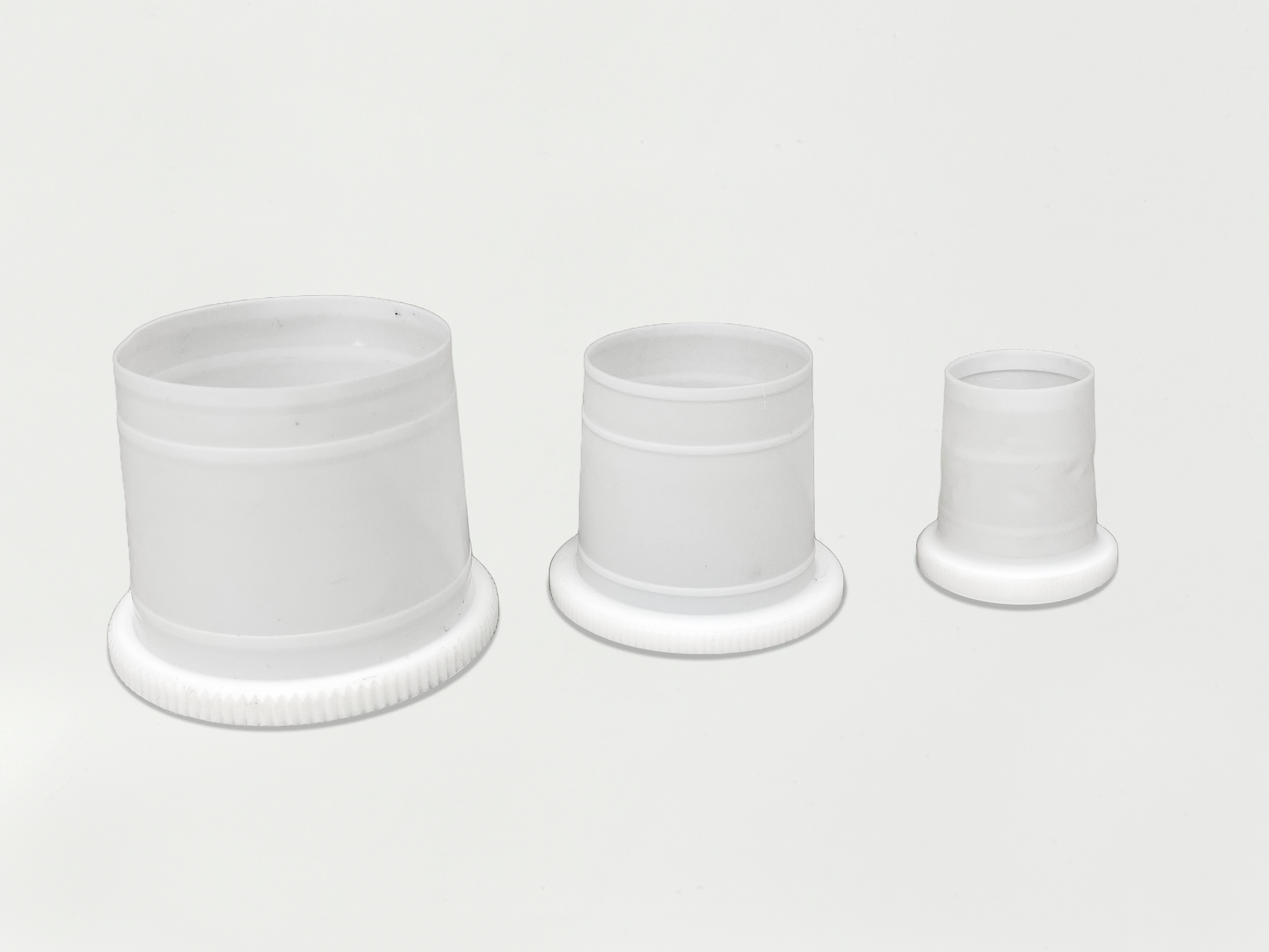
Schliffhülsen aus PTFE in drei Größen

## Beschaffenheit
Schliffhülsen bestehen aus Glas oder PTFE (Teflon), wodurch sie in einem großen Temperaturbereich eingesetzt werden können und eine hervorragende Chemikalienbeständigkeit besitzen. Sie sind in diversen Normschliff-Größen erhältlich. Ein Griffbund am oberen Rand der Hülse sorgt für eine gute Handhabbarkeit und sehr gute Abdichtung. Der Griffbund kann die Verwendung von Schliffklemmen beeinträchtigen.
Eine Alternative stellt die Schliffmanschette dar, welche keinen Griffbund besitzt.